# Plegafulles dorsi-rogenc
El plegafulles dorsi-rogenc (Neophilydor erythrocercum) és una espècie d'ocell de la família dels furnàrids (Furnariidae).